# 페이지 모스
페이지 모스(영어: Paige Moss, 1973년 1월 30일~)는 미국의 연극 및 영화 배우이다.